# Квалификације за Европско првенство у фудбалу 2016 — група А
Група А квалификација за Европско првенство у фудбалу 2016. састојала се од шест репрезентација: Холандија, Чешка, Турска, Летонија, Исланд и Казахстан.
Репрезентације Чешке и Исланда су као првопласиране и другопласиране репрезентације избориле директан пласман на првенство, док је као најбоља трећепласирана у групи репрезентација Турске изборила директан пласман на првенство.

## Табела
| Табела групе А | Табела групе А | Табела групе А | Табела групе А | Табела групе А | Табела групе А | Табела групе А | Табела групе А | Табела групе А | Табела групе А |  |       |        |        |           |           |          |  | Домаћи | Домаћи | Домаћи | Домаћи | Домаћи | Домаћи | Домаћи | Гости | Гости | Гости | Гости | Гости | Гости | Гости |
|                | Репрезентација | И              | Д              | Н              | И              | ДГ             | ПГ             | ГР             | Бод.           |  | Чешка | Исланд | Турска | Холандија | Казахстан | Летонија |  | И      | Д      | Н      | И      | ДГ     | ПГ     | Бод.   | И     | Д     | Н     | И     | ДГ    | ПГ    | Бод.  |
| 1.             | Чешка          | 10             | 7              | 1              | 2              | 19             | 14             | +5             | 22             |  | -     | 2:1    | 0:2    | 2:1       | 2:1       | 1:1      |  | 5      | 3      | 1      | 1      | 7      | 6      | 10     | 5     | 4     | 0     | 1     | 12    | 8     | 12    |
| 2.             | Исланд         | 10             | 6              | 2              | 2              | 17             | 6              | +11            | 20             |  | 2:1   | -      | 3:0    | 2:0       | 0:0       | 2:2      |  | 5      | 3      | 2      | 0      | 9      | 3      | 11     | 5     | 3     | 0     | 2     | 8     | 3     | 9     |
| 3.             | Турска         | 10             | 5              | 3              | 2              | 14             | 9              | +5             | 18             |  | 1:2   | 1:0    | -      | 3:0       | 3:1       | 1:1      |  | 5      | 3      | 1      | 1      | 9      | 4      | 10     | 5     | 2     | 2     | 1     | 5     | 5     | 8     |
| 4.             | Холандија      | 10             | 4              | 1              | 5              | 17             | 14             | +3             | 13             |  | 2:3   | 0:1    | 1:1    | -         | 3:1       | 6:0      |  | 5      | 2      | 1      | 2      | 12     | 6      | 7      | 5     | 2     | 0     | 3     | 5     | 8     | 6     |
| 5.             | Казахстан      | 10             | 1              | 2              | 7              | 7              | 18             | -11            | 5              |  | 2:4   | 0:3    | 0:1    | 1:2       | -         | 0:0      |  | 5      | 0      | 1      | 4      | 3      | 10     | 1      | 5     | 1     | 1     | 3     | 4     | 8     | 4     |
| 6.             | Летонија       | 10             | 0              | 5              | 5              | 6              | 19             | -13            | 5              |  | 1:2   | 0:3    | 1:1    | 0:2       | 0:1       | -        |  | 5      | 0      | 1      | 4      | 2      | 9      | 1      | 5     | 0     | 4     | 1     | 4     | 10    | 4     |

## Резултати
| Чешка                    | 2:1    | Холандија   |
| ------------------------ | ------ | ----------- |
| Дочкал 22’ · Пилар 90+1’ | Детаљи | де Врај 55’ |

| Исланд                                        | 3:0    | Турска |
| --------------------------------------------- | ------ | ------ |
| Бодварсон 19’ · Сигурдсон 76’ · Сигторсон 77’ | Детаљи |        |

| Казахстан | 0:0    | Летонија |
| --------- | ------ | -------- |
|           | Детаљи |          |

| Холандија                                        | 3:1    | Казахстан   |
| ------------------------------------------------ | ------ | ----------- |
| Хунтелар 62’ · Афелај 82’ · Ван Перси 89’ (пен.) | Детаљи | Абдулин 17’ |

| Турска   | 1:2    | Чешка                  |
| -------- | ------ | ---------------------- |
| Булут 8’ | Детаљи | Шивок 15’ · Дочкал 58’ |

| Летонија | 0:3    | Исланд                                      |
| -------- | ------ | ------------------------------------------- |
|          | Детаљи | Сигурдсон 66’ · Гунарсон 77’ · Гисласон 90’ |

| Летонија          | 1:1    | Турска   |
| ----------------- | ------ | -------- |
| Шабала 54’ (пен.) | Детаљи | Киса 47’ |

| Исланд                    | 2:0    | Холандија |
| ------------------------- | ------ | --------- |
| Сигурдсон 10’ (пен.), 42’ | Детаљи |           |

| Казахстан             | 2:4    | Чешка                                            |
| --------------------- | ------ | ------------------------------------------------ |
| Логвиненко 84’, 90+1’ | Детаљи | Дочкал 13’ · Лафата 44’ · Крејчи 56’ · Нецид 88’ |

| Холандија                                                     | 6:0    | Летонија |
| ------------------------------------------------------------- | ------ | -------- |
| Ван Перси 6’ · Робен 35’, 82’ · Хунтелар 42’, 89’ · Брума 78’ | Детаљи |          |

| Чешка                                 | 2:1    | Исланд       |
| ------------------------------------- | ------ | ------------ |
| Кадерабек 45+1’ · Бодварсон 61’ (аг.) | Детаљи | Сигурдсон 9’ |

| Турска                            | 3:1    | Казахстан         |
| --------------------------------- | ------ | ----------------- |
| Јилмаз 26’ (пен.), 29’ · Азис 83’ | Детаљи | Смаков 87’ (пен.) |

| Холандија      | 1:1    | Турска     |
| -------------- | ------ | ---------- |
| Хунтелар 90+2’ | Детаљи | Јилмаз 37’ |

| Чешка     | 1:1    | Летонија        |
| --------- | ------ | --------------- |
| Пилар 90’ | Детаљи | А. Вишњаков 30’ |

| Казахстан | 0:3    | Исланд                               |
| --------- | ------ | ------------------------------------ |
|           | Детаљи | Гудјонсен 20’ · Бјарнасон 32’, 90+1’ |

| Летонија | 0:2    | Холандија                    |
| -------- | ------ | ---------------------------- |
|          | Детаљи | Вајналдум 67’, · Нарсинг 71’ |

| Исланд                        | 2:1    | Чешка      |
| ----------------------------- | ------ | ---------- |
| Гунарсон 60’, · Сигторсон 76’ | Детаљи | Дочкал 55’ |

| Казахстан | 0:1    | Турска    |
| --------- | ------ | --------- |
|           | Детаљи | Туран 83’ |

| Холандија | 0:1    | Исланд                  |
| --------- | ------ | ----------------------- |
|           | Детаљи | Г. Сигурдсон 51’ (пен.) |

| Чешка          | 2:1    | Казахстан      |
| -------------- | ------ | -------------- |
| Шкода 74’, 86’ | Детаљи | Логвиненко 21’ |

| Турска   | 1:1    | Летонија     |
| -------- | ------ | ------------ |
| Инан 77’ | Детаљи | Шабала 90+1’ |

| Летонија    | 1:2    | Чешка                       |
| ----------- | ------ | --------------------------- |
| Зјузинс 73’ | Детаљи | Лимберски 13’, · Дарида 25’ |

| Турска                                | 3:0    | Холандија |
| ------------------------------------- | ------ | --------- |
| Озјакуп 8’, · Туран 26’, · Јилмаз 86’ | Детаљи |           |

| Исланд | 0:0    | Казахстан |
| ------ | ------ | --------- |
|        | Детаљи |           |

| Чешка | 0:2    | Турска                          |
| ----- | ------ | ------------------------------- |
|       | Детаљи | Инан 62’ (пен.) · Каланоглу 79’ |

| Исланд                          | 2:2    | Летонија               |
| ------------------------------- | ------ | ---------------------- |
| Сигторсон 5’ · Г. Сигурдсон 27’ | Детаљи | Цауна 49’ · Шабала 68’ |

| Казахстан  | 1:2    | Холандија                   |
| ---------- | ------ | --------------------------- |
| Куат 90+6’ | Детаљи | Веиналдум 33’ · Снајдер 50’ |

| Холандија                    | 2:3    | Чешка                                           |
| ---------------------------- | ------ | ----------------------------------------------- |
| Хунтелар 70’ · Ван Перси 83’ | Детаљи | Кадерабек 24’ · Шурал 35’ · Ван Перси 66’ (аг.) |

| Турска   | 1:0    | Исланд |
| -------- | ------ | ------ |
| Инан 89’ | Детаљи |        |

| Летонија | 0:1    | Казахстан |
| -------- | ------ | --------- |
|          | Детаљи | Куат 65’  |

## Стрелци
6 голова
| - Гјилфи Сигурдсон |

5 голова
| - Клас Јан Хунтелар |

4 гола
| - Бурак Јилмаз | - Борек Дочкал |

3 гола
| - Колбејн Сигтоурсон - Јуриј Логвиненко | - Валеријс Шабала - Селџук Инан | - Робин ван Перси |

2 гола
| - Арон Гунарсон - Биркир Бјарнасон - Исламбек Куат | - Арда Туран - Арјен Робен - Џорџинио Вајналдум | - Вацлав Пилар - Милан Шкода - Павел Кадерабек |

1 гол
| - Ејдур Гвидјонсен - Јоун Дади Бедварсон - Рагнар Сигурдсон - Рурик Гисласон - Ринат Абдулин - Самат Смаков - Александрс Цауна - Алексејс Вишњаковс - Артурс Зјузинс | - Билал Киса - Огузан Озјакуп - Сердар Азиз - Умут Булут - Хакан Чалханоглу - Весли Снајдер - Ибрахим Афелај - Лучано Нарсинх - Стефан де Врај | - Џефри Брума - Владимир Дарида - Давид Лафата - Давид Лимберски - Јозеф Шурал - Ладислав Крејчи - Томаш Нецид - Томаш Сивок |

Аутогол
| - Јоун Дади Бедварсон (против Чешке) | - Робин ван Перси (против Чешке) |